# Середин Костянтин Хризанфович
Середин Костянтин Хризанфович (20 жовтня 1874, м. Єлисаветград — ?), генеральний хорунжий Української Армії.

## Життєпис
Закінчив Полтавський кадетський корпус (1893), Єлисаветградське кінне училище (1895), академія Генштабу (1903). Офіцер 28-го драгунського Новгородського полку, офіцер для доручень штабу Київського військового округу, викладач Офіцерської кінної школи, помічник командира 26-го драгунського Бузького полку, штаб-офіцер для доручень командувача Київського військового округу. 
У роки Першої світової війни офіцер для доручень при головнокомандуючому Південно-Західного фронту, командир драгунського Приморського, 12-го уланського Білгородського полків, генерал-майор. 
В українській армії 1918 за Гетьманату, військовий аташе українського посольства у Румунії.
1 листопада 1918 р. гетьманський уряд ухвалив постанову про відкриття в Новочеркаську українського посольства, головою якого було призначено міністра-резидента генерального хорунжого Костянтина Середіна .
Подальша доля невідома.